# Équipe de France de basket-ball en 2012
Maillots
Actualités
L'équipe de France de basket-ball en 2012 dispute les Jeux olympiques de Londres. Elle renoue avec cette compétition après deux absences lors des deux précédents tournois olympiques, la dernière présence des Français étant récompensée par une médaille d'argent lors des Jeux olympiques de Sydney. Cette qualification est obtenue grâce à la deuxième place du championnat d'Europe 2011 en Lituanie.
Deuxième de son groupe du premier tour derrière les États-Unis, la France s'incline en quart de finale face à l'Espagne.

## Une année en bleu

### Historique
Depuis la médaille d'argent obtenue aux Jeux olympiques 2000 de Sydney, l'équipe de France n'a plus participé aux jeux. En effet en 2004 sa quatrième place au championnat d'Europe 2003 ne la qualifie pas pour les Jeux olympiques d'Athènes 2004 (seuls les trois premiers sont qualifiés). En 2008, elle ne parvient pas à se qualifier : les Français terminent huitième du championnat d'Europe 2007 alors que seules les équipes classées entre la 3e et 7e places sont admises au Tournoi préolympique 2008. À la suite de ce revers le sélectionneur Claude Bergeaud démissionne et en février 2008, il est remplacé par Michel Gomez,. Il est épaulé par Jacky Commères, sélectionneur démissionnaire de l'équipe de France féminine, et de Jean-Louis Borg.
Cette équipe d'entraîneur échoue lors des qualifications pour le championnat d'Europe 2009 directes en août-septembre 2008, mais il reste une place dans un tournoi à six. Le 4 mars 2009, Vincent Collet est nommé à la tête de l'équipe de France qui obtient un contrat de quatre ans, a pour objectif principal les Jeux olympiques de Londres avec ses assistants Jacky Commères et Ruddy Nelhomme (depuis mai 2010) de plus il est entouré par Patrick Beesley en tant « directeur de l'équipe ». Il a la charge de l'entourage de l'équipe et de sa gestion au quotidien. L'ancien international Crawford Palmer officie sous sa direction et a pour mission de gérer les relations avec les joueurs et les franchises NBA. Sa première mission, l'obtention de la qualification pour le championnat d'Europe lors de repêchages, est réussie avec succès. Lors du championnat d'Europe, disputé en Pologne, la France termine à la cinquième place en ne subissant qu'une seule défaite lors de la compétition, face à l'Espagne lors des quarts de finale. Cette place assure également une participation aux deux prochaines échéances internationales, le mondial 2010 et le Championnat d'Europe 2011 en Lituanie où l'équipe de France échoue encore face à l'Espagne en finale. Cette place lui assure quand même sa qualification directe pour les Jeux Olympiques.

### Préparation
Le 30 avril 2012, le tirage au sort des groupes du premier tour des jeux est effectué à Rio de Janeiro. Les adversaires désignés pour affronter les Français lors du premier tour sont les États-Unis, l'Argentine, ces deux équipes étant les deux dernières championnes olympiques, la Tunisie et deux équipes qualifiées par le Tournoi préolympique de basket-ball 2012,.
Le 9 mai 2012, le sélectionneur annonce une liste de dix-huit joueurs. Cette liste comprend les douze joueurs qui ont remporté l'argent lors de l'Eurobasket 2011, à savoir Andrew Albicy, Nicolas Batum, Nando de Colo, Boris Diaw, Mickaël Gelabale, Charles Lombahe-Kahudi, Joakim Noah, Tony Parker, Florent Piétrus, Kevin Seraphin, Steed Tchicamboud, Ali Traoré. Les autres joueurs sélectionnés sont :  Rodrigue Beaubois, Yannick Bokolo, Fabien Causeur, Yakhouba Diawara, Ian Mahinmi, Ronny Turiaf.
Le sélectionneur se voit confronter à des difficultés dès le début de la préparation : Joakim Noah, blessé à la cheville lors du premier tour des playoffs NBA reste dans un premier temps aux États-Unis. Il est toutefois en contact avec l'encadrement  de l'équipe de France par l'intermédiaire de l’ostéopathe de l'équipe de France Fabrice Gauthier qui travaille à Los Angeles. Ali Traoré doit quitter le groupe le 14 juin en raison d'un problème au cartilage du genou gauche nécessitant un arrêt complet de deux semaines. Cela ne remet pas encore sa participation aux jeux olympiques. Les joueurs des Mavericks de Dallas sont également absent au début de la préparation : Beaubois est considéré par Vincent Collet comme forfait à 99 % : avec une dernière année de contrat et une position fragilisée au sein de l'effectif, celui-ci est confronté à la pression du propriétaire Mark Cuban notoirement connu pour son opposition à la participation de ses joueurs aux tournois internationaux. Ian Mahinmi, agent libre, désire ne prendre aucun risque avant de régler sa situation personnelle, les négociations avec les franchises ne pouvant débuter que le 1er juillet.
À la suite des indisponibilités de plusieurs joueurs intérieurs - Ronny  Turiaf est également absent car il dispute les finales NBA - Vincent Collet fait successivement appel à Kim Tillie, libéré peu après pour des raisons médicales, Rudy Gobert puis Ludovic Vaty pour constituer son groupe de préparation. Le groupe doit également faire face à l'absence de Boris Diaw et Nicolas Batum lors des entraînements collectifs : ceux-ci, bien que présent au stage, se contentent d'entraînements individuels en raison de leur situation personnelle en NBA, sans club pour Diaw et restricted free agent pour Batum.
Enfin, le 15 juin, Tony Parker annonce avoir été blessé à l’œil lors d'une soirée à New York. Opéré le 17, il rejoint le groupe de l'équipe de France mais il est interdit de tout entraînement et doit retourner aux États-Unis le 5 juillet pour consulter l'encadrement médical de sa franchise avant toute décision concernant sa participation pour les jeux de Londres.
Le 27 juin, l'équipe de France démarre sa série de matchs amicaux par deux confrontations successives face à l'Italie à Pau et Boulazac. L'équipe toujours privée de plusieurs joueurs majeurs (Parker, Batum, Turiaf, Noah, Traoré) s'impose respectivement 74-54 et 76-62. Rudy Gobert et Ludovic Vaty y font leurs premières apparitions en équipe nationale. Les Bleus terminent ce stage de Pau par une victoire facile, 74 à 41, face à la Côte d'Ivoire.
Le 30 juin, le sélectionneur Vincent Collet livre une liste de treize joueurs retenus pour la suite de la préparation aux jeux olympiques. Tony Parker et Nicolas Batum, bien que n'ayant pas encore évolué avec l'équipe de France lors des premiers matchs amicaux, sont présents dans cette liste. Par contre, Joakim Noah ne figure pas dans cette liste. Selon Vincent Collet, qui déclare avoir un nouveau contact le joueur les jours suivant cette annonce, Noah est toutefois toujours susceptible de rejoindre l'équipe de France.
Léo Westermann est appelé de façon temporaire par Vincent Collet le 3 juillet pour assurer une présence véritable au poste de meneur, De Colo, Causeur et Bokolo étant des combos (meneur - arrière) et Parker, seul meneur de métier, étant rentré à San Antonio pour un examen médical demandé par son club des Spurs.
Après l'annonce du forfait de Joakim Noah, la liste officielle déposée auprès du Comité national olympique et sportif français (CNOSF) des douze joueurs retenus par Vincent Collet est publiée le 5 juillet. L'équipe est composée de : Nicolas Batum, Yannick Bokolo, Fabien Causeur, Nando De Colo, Boris Diaw, Mickaël Gelabale, Charles Kahudi, Tony Parker, Florent Piétrus, Kévin Séraphin, Ali Traoré, Ronny Turiaf. Ali Traroé réintègre le groupe malgré son problème au genou gauche. Toutefois, certains joueurs sont encore incertain : Parker doit attendre l'accord de sa franchise après une visite de contrôle pour son œil. Nicolas Batum doit signer un contrat pour des conditions d'assurances. Après sa visite auprès de l'encadrement médical des Spurs, Parker reçoit l'autorisation de sa franchise participer aux jeux, le joueur devant toutefois porter des lunettes de protection.
À l'issue du tournoi de qualification olympique le 8 juillet, la France connait ses deux adversaires supplémentaires dans le groupe A lors des Jeux Olympiques avec une rencontre face à la Lituanie le 2 août et un match face au Nigeria le 6 août.
Lors de sa confrontation du 10 juillet face à l'Espagne, championne d'Europe en titre à Madrid, la France s'incline 81-65 dans un match dominé par les joueurs de la péninsule Ibérique dès le premier quart-temps.
Le 12 juillet, Vincent Collet annonce que Yakhouba Diawara remplace Charles Lombahe-Kahudi au poste d'ailier dans la liste des douze joueurs sélectionnés pour les Jeux olympiques de Londres. Le même jour, la France toujours privée de Batum, mais également de Diaw pour des questions d'assurances après la signature de son nouveau contrat avec les Spurs, s'incline face à la Belgique sur le score de 63 à 57. Le lendemain, les bleus affrontent la Biélorussie et retrouvent goût à la victoire (84-64) dans le sillage d'un bon Tony Parker (17 points et 12 passes décisives) et d'un Fabien Causeur (14 points) décisif derrière la ligne des trois points dans le dernier quart.
Pour le match face à l'Espagne disputé au palais omnisports de Paris-Bercy, les Bleus bénéficient de la présence de Nicolas Batum, qui prend le risque de jouer quelques minutes sans assurances, et de Boris Diaw autorisé à jouer par la franchise des Spurs peu avant la rencontre. Les Français, grâce à un jeu efficace, une seule perte de balle en première période, parviennent à compenser la domination des Espagnols dans le jeu intérieur et sont en tête à la mi-temps, 39 à 37. Ce match très disputé, Rudy Fernandez et Mickaël Gelabale sont expulsés pour un début de bagarre, voit les Espagnols prendre l'avantage lors du troisième quart-temps, avantage que les Français ne parviennent pas à compenser lors de l'ultime période. Ils s'inclinent sur le score de 75 à 70.
La France termine sa préparation par un dernier stage à Strasbourg. Elle rencontre tout d'abord le Brésil, match qui se solde par une victoire des Français sur le score de 78 à 74. Ali Traoré dispute ses premières minutes. Pour son dernier match, les Français sont opposés à l'Australie. Pour la première fois depuis le début de la préparation, Vincent Collet peut compter sur l'ensemble de son effectif, Nicolas Batum ayant reçu l'autorisation de sa franchise de Portland juste avant le match contre le Brésil. Malgré son apport, 14 points et 3 rebonds, et celui de Nando de Colo, 17 points et 5 rebonds, les Français, menés 44 à 57 au terme du troisième quart-temps, doivent s'incliner sur le score de 67 à 69.

### Tournoi olympique

#### Tirage des poules
Le tirage des deux poules des épreuves de basket-ball masculines et féminines a eu lieu le 30 avril 2012 à Rio de Janeiro. Pour les équipes masculines les deux derniers finalistes sont affectées chacune dans un groupe États-Unis dans le A et Espagne dans le B, la Grande-Bretagne pays hôte décide d'éviter les États-Unis se trouve affecté dans le groupe B. Il y a tirage au sort pour les six derniers qualifiés connus : Argentine, France et Tunisie sont affectées dans le A et Australie, Brésil et Chine dans le B. Quant aux trois équipes qui se qualifieront lors du tournoi de qualification au Vénézuela: les 1 et 2 iront dans le groupe A et la 3 dans le B. À la suite du tournoi de qualification olympique la France et le Canada ont les numéro 3 et 5 et sont donc versé dans le groupe B.
L'équipe de France rencontre donc les deux derniers champions olympiques les États-Unis (2008) et l'Argentine (2004), le champion d'Afrique 2011 la Tunisie, dont c'est la première participation aux jeux ainsi que deux équipes issues du tournoi de qualification olympique la Lituanie qui en cinq participations olympiques a toujours été demi-finaliste (3e en 1992, 1996 et 2000 et 4e en 2004 et 2008) et le Nigeria dont c'est la première participation.

#### Matchs de poules

##### Résumé
Les Français commencent leur tournoi olympique face au principal favori de la compétition, les États-Unis. Après avoir réussi à rester au contact des Américains au terme du premier quart-temps, 22 à 21 en faveur des Américains, ceux-ci inscrivent un 12 à 0 en début de deuxième quart-temps pour atteindre la mi-temps sur le score de 52 à 36. En panne de réussite, les Français voient l'écart se creuser avec un score de 26 à 15 lors du troisième quart-temps. Ils s'inclinent finalement sur le score de 98 à 71. La deuxième rencontre du tournoi est déjà essentielle afin de terminer dans les deux premiers du groupe et d'éviter ainsi l'Espagne, l'autre favori de la compétition, en quart de finale. Les Français affrontent l'Argentine qui présente un cinq majeur très expérimenté : Luis Scola, Emanuel Ginóbili, Carlos Delfino et Andrés Nocioni sont champion olympique en 2004 et Pablo Prigioni obtient la médaille de bronze à Pékin avec ces quatre joueurs. Les Français parviennent à dominer le secteur intérieur, 44 rebonds à 36, et peuvent compter sur Nicolas Batum, 14 points, Mickaël Gelabale, 13 points, et Nando De Colo, 11 points en attaque. Tony Parker, qui connait des problèmes d'efficacité, réussit toutefois six points consécutifs en fin de rencontre et termine meilleur marqueur français avec 17 points, le meilleur marqueur argentin étant son coéquipier des Spurs de San Antonio, 26 points. Deux jours plus tard, les Français affrontent la Lituanie, qui a concédé auparavant une défaite sévère face à l'Argentine, 71 à 64. Les Français bénéficient du bon match de leurs trois joueurs majeurs, Nicolas Batum inscrit 21 points, Tony Parker 27 points avec 5 rebonds et 2 passes, et le capitaine Boris Diaw 10 points, 8 passes et 6 rebonds. Avec deux victoires obtenues lors des deux dernières rencontres du groupe, 73 à 69 face à la Tunisie, 79 à 73 face au Nigéria, la France remplie son premier objectif, terminer à la deuxième place du groupe derrière les États-Unis.
Toutefois, l'objectif lié à cette deuxième place, éviter l'Espagne en quarts de finale, est non rempli en raison des performances de cette dernière dans l'autre groupe. L'équipe espagnole s'incline une première fois face à la Russie, 77 à 74 lors de la quatrième journée du groupe, puis de nouveau face au Brésil lors de dernière journée, le vainqueur de cette rencontre se retrouvant alors opposé aux Américains en demi-finale en cas de victoire en quarts de finale. Les joueurs espagnols réfutent les rumeurs disant que cette défaite est volontaire : ainsi José Calderon déclare « Nous jouons toujours pour gagner, toujours »,,. Avec deux défaites, l'Espagne termine donc troisième et est l'adversaire des Français en quarts de finale.

##### Classement
| # | Équipe     | Pts | G | P | PP  | PC  | Diff |
| - | ---------- | --- | - | - | --- | --- | ---- |
| 1 | États-Unis | 10  | 5 | 0 | 589 | 398 | +191 |
| 2 | France     | 9   | 4 | 1 | 376 | 378 | -2   |
| 3 | Argentine  | 8   | 3 | 2 | 448 | 424 | +24  |
| 4 | Lituanie   | 7   | 2 | 3 | 395 | 399 | -4   |
| 5 | Nigeria    | 6   | 1 | 4 | 338 | 456 | -118 |
| 6 | Tunisie    | 5   | 0 | 5 | 320 | 411 | -91  |

|  | Qualifié pour les quarts de finale                                                                        |
|  | Pts points ; G victoires ; P défaites PP points marqués ; PC points encaissés ; Diff différence de points |

##### Matchs
| 29 juillet 2012 14 h 30 BST | Rapport | États-Unis                                         | 98–71                    | France                                       |  | Basketball Arena, Londres Arbitres : Cristiano Maranho Saša Pukl Michael Aylen | NBC BeIN |
| 29 juillet 2012 14 h 30 BST | Rapport | Score par quart-temps : 22–21, 30–15, 26–15, 20–20 |                          |                                              |  | Basketball Arena, Londres Arbitres : Cristiano Maranho Saša Pukl Michael Aylen | NBC BeIN |
| 29 juillet 2012 14 h 30 BST | Rapport | Kevin Durant 22 trois joueurs 9 LeBron James 8     | Points Rebonds Passes d. | Ali Traore 12 Ronny Turiaf 9 Nando de Colo 3 |  | Basketball Arena, Londres Arbitres : Cristiano Maranho Saša Pukl Michael Aylen | NBC BeIN |

| 31 juillet 2012 20 h 00 BST | Rapport | France                                             | 71–64                    | Argentine                                      |  | Basketball Arena, Londres Arbitres : Juan Arteaga Marcos Benito Luigi Lamonica | NBC BeIN |
| 31 juillet 2012 20 h 00 BST | Rapport | Score par quart-temps : 19–12, 13–17, 23–24, 16–11 |                          |                                                |  | Basketball Arena, Londres Arbitres : Juan Arteaga Marcos Benito Luigi Lamonica | NBC BeIN |
| 31 juillet 2012 20 h 00 BST | Rapport | Tony Parker 17 Nicolas Batum 7 Tony Parker 5       | Points Rebonds Passes d. | Manu Ginóbili 26 Luis Scola 8 Pablo Prigioni 8 |  | Basketball Arena, Londres Arbitres : Juan Arteaga Marcos Benito Luigi Lamonica | NBC BeIN |

| 2 août 2012 9 h 00 BST | Rapport | France                                            | 82–74                    | Lituanie                                              |  | Basketball Arena, Londres Arbitres : Christos Christodoulou Ilija Belošević Jorge Vázquez | NBC BeIN |
| 2 août 2012 9 h 00 BST | Rapport | Score par quart-temps : 25–21, 14–22, 20–9, 23–22 |                          |                                                       |  | Basketball Arena, Londres Arbitres : Christos Christodoulou Ilija Belošević Jorge Vázquez | NBC BeIN |
| 2 août 2012 9 h 00 BST | Rapport | Tony Parker 27 Ronny Turiaf 10 Boris Diaw 8       | Points Rebonds Passes d. | Linas Kleiza 17 Linas Kleiza 7 Šarūnas Jasikevičius 5 |  | Basketball Arena, Londres Arbitres : Christos Christodoulou Ilija Belošević Jorge Vázquez | NBC BeIN |

| 4 août 2012 9 h 00 BST | Rapport | Tunisie                                                    | 69–73                    | France                                      |  | Basketball Arena, Londres Arbitres : Guerrino Cerebuch William Kennedy Vaughan Mayberry | NBC BeIN |
| 4 août 2012 9 h 00 BST | Rapport | Score par quart-temps : 15–20, 12–15, 16–25, 26–13         |                          |                                             |  | Basketball Arena, Londres Arbitres : Guerrino Cerebuch William Kennedy Vaughan Mayberry | NBC BeIN |
| 4 août 2012 9 h 00 BST | Rapport | Mohamed Hadidane 20 Makrem Ben Romdhane 8 Laghnej, Mejri 3 | Points Rebonds Passes d. | Tony Parker 22 Nicolas Batum 8 Boris Diaw 5 |  | Basketball Arena, Londres Arbitres : Guerrino Cerebuch William Kennedy Vaughan Mayberry | NBC BeIN |

| 6 août 2012 14 h 30 BST | Rapport | France                                             | 79–73                    | Nigeria                                                  |  | Basketball Arena, Londres Arbitres : Recep Ankarali Michael Aylen Rabah Noujaim | NBC BeIN |
| 6 août 2012 14 h 30 BST | Rapport | Score par quart-temps : 23–10, 18–20, 15–24, 23–19 |                          |                                                          |  | Basketball Arena, Londres Arbitres : Recep Ankarali Michael Aylen Rabah Noujaim | NBC BeIN |
| 6 août 2012 14 h 30 BST | Rapport | Nicolas Batum 23 Batum, Diaw 6 Tony Parker 7       | Points Rebonds Passes d. | Chamberlain Oguchi 35 Diogu, A. Aminu 7 quatre joueurs 2 |  | Basketball Arena, Londres Arbitres : Recep Ankarali Michael Aylen Rabah Noujaim | NBC BeIN |

#### Phase finale

##### Tableau
|  | Quarts de finale | Quarts de finale |           |            | Demi-finales           | Demi-finales           |     |  | Finale    | Finale  |
|  | Quarts de finale | Quarts de finale |           |            | Demi-finales           | Demi-finales           |     |  | Finale    | Finale  |
|  |                  |                  |           |            |                        |                        |     |  |           |         |
|  | 8 août           | 8 août           |           |            | 10 août                | 10 août                |     |  | 12 août   | 12 août |
|  | 8 août           | 8 août           |           |            | 10 août                | 10 août                |     |  | 12 août   | 12 août |
|  | [B1] Russie      | 83               |           |            | 10 août                | 10 août                |     |  | 12 août   | 12 août |
|  | [B1] Russie      | 83               |           |            | 10 août                | 10 août                |     |  | 12 août   | 12 août |
|  | [A4] Lituanie    | 74               |           |            | 10 août                | 10 août                |     |  | 12 août   | 12 août |
|  | [A4] Lituanie    | 74               | Russie    | 59         |                        |                        |     |  | 12 août   | 12 août |
|  | 8 août           |                  | Russie    | 59         |                        |                        |     |  | 12 août   | 12 août |
|  |                  | Espagne          | 67        |            |                        |                        |     |  | 12 août   | 12 août |
|  | [A2] France      | Espagne          | 67        | 59         |                        |                        |     |  | 12 août   | 12 août |
|  | [A2] France      |                  |           | 59         |                        |                        |     |  | 12 août   | 12 août |
|  | [B3] Espagne     | 66               |           |            |                        |                        |     |  | 12 août   | 12 août |
|  | [B3] Espagne     | 66               | Espagne   | 100        |                        |                        |     |  |           |         |
|  | 8 août           |                  | Espagne   | 100        |                        |                        |     |  |           |         |
|  |                  | États-Unis       | 107       |            |                        |                        |     |  |           |         |
|  | [B2] Brésil      | États-Unis       | 107       | 77         |                        |                        |     |  |           |         |
|  | [B2] Brésil      | 10 août          |           | 77         |                        |                        |     |  |           |         |
|  | [A3] Argentine   | 82               |           |            |                        |                        |     |  |           |         |
|  | [A3] Argentine   | 82               | Argentine | 83         |                        |                        |     |  |           |         |
|  | 8 août           | 8 août           | Argentine | 83         | Match pour la 3e place | Match pour la 3e place |     |  |           |         |
|  | 8 août           | 8 août           |           | États-Unis | Match pour la 3e place | Match pour la 3e place | 109 |  |           |         |
|  | [A1] États-Unis  | 119              | 12 août   | 12 août    |                        |                        | 109 |  |           |         |
|  | [A1] États-Unis  | 119              | 12 août   | 12 août    |                        |                        |     |  |           |         |
|  | [B4] Australie   | 86               |           | Russie     | 81                     |                        |     |  |           |         |
|  | [B4] Australie   | 86               |           | Russie     | 81                     |                        |     |  |           |         |
|  |                  |                  |           |            |                        |                        |     |  | Argentine | 77      |
|  |                  |                  |           |            |                        |                        |     |  | Argentine | 77      |

##### Quart de finale

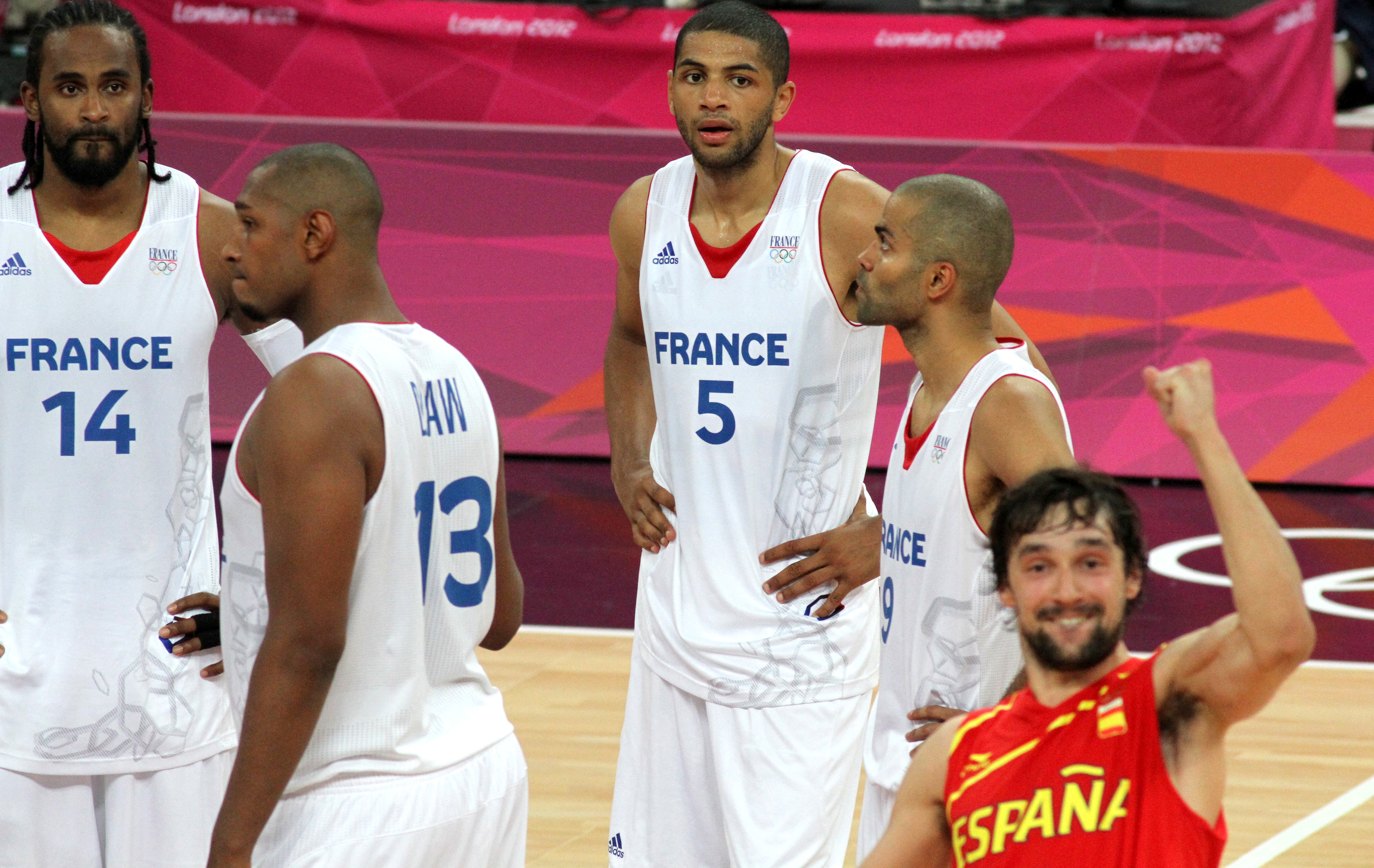
Les Français face à l'Espagne.

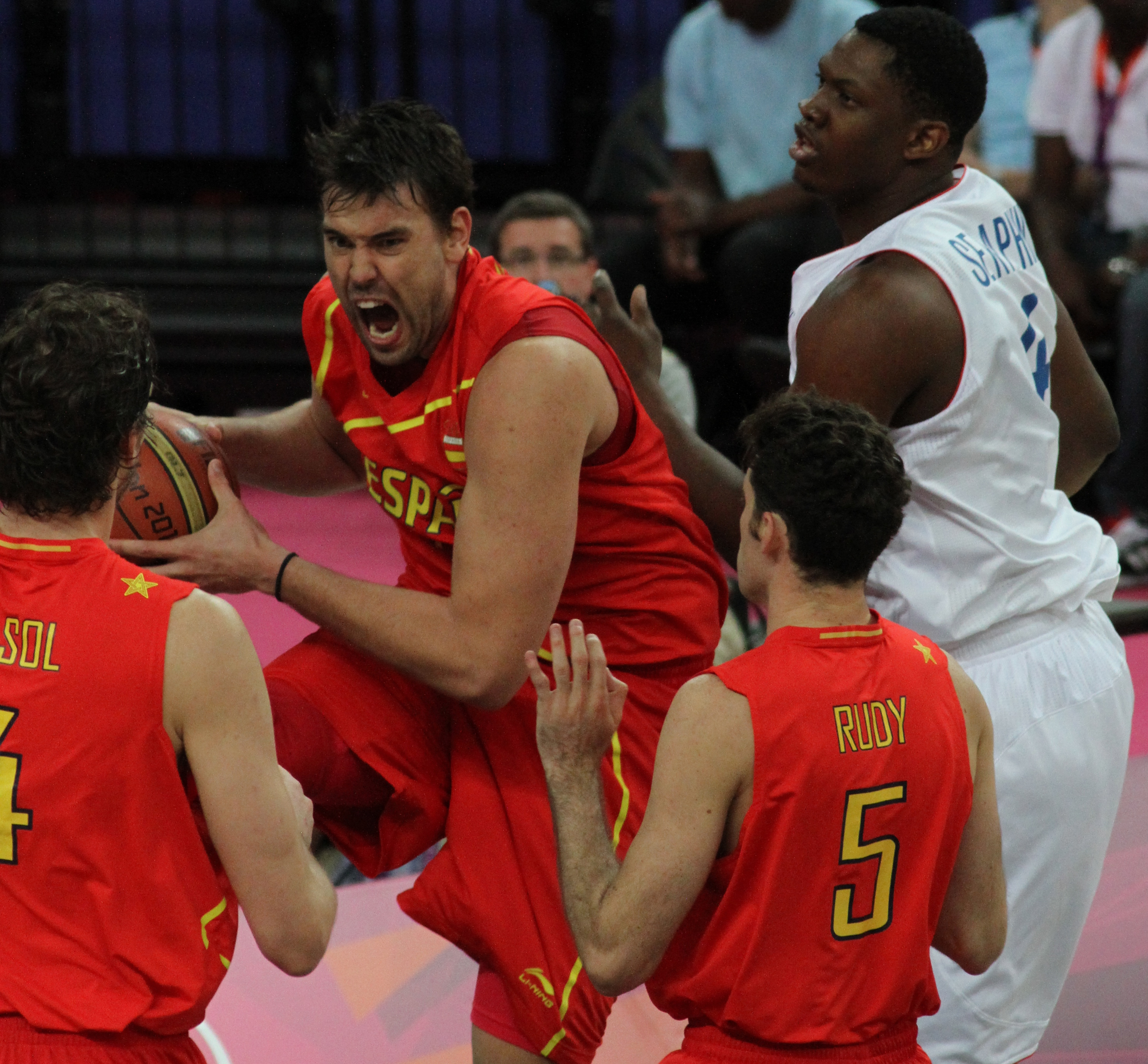
Marc Gasol face à Kevin Seraphin

Les Français s'appuient sur leur capitaine Boris Diaw, 10 points et 6 rebonds en première période, pour prendre un avantage sur les Espagnols, le terme du premier quart-temps étant atteint sur le score de 22 à 17. Les Bleus comptent sept points d'avance au cours de la deuxième mi-temps, 35-28 à la dix-septième minute avant que les Espagnols réduisent l'écart pour compter trois points de retard à la mi-temps. Ces derniers prennent l'avantage en début de troisième période avant que les Français repassent en tête avec deux points d'avance au début du dernier quart-temps. Lors de celui-ci, les défenses prennent le pas sur les attaques, aucun point marqué pendant 5 minutes et 4 secondes. Les Français, confrontés à des problèmes de réussite, laissent les Espagnols prendre un léger avantage qui s'avère décisif. La décision faite, les Français, frustré, commettent deux actes d'anti-jeu dans les derniers instants, par Ronny Turiaf et Nicolas Batum.

## Calendrier
Le calendrier de la préparation établi par la Fédération française est le suivant :
| Date                                               | Lieu       | Adversaire      | Score   | Compétition        | Meilleur marqueur (France)                     |
| -------------------------------------------------- | ---------- | --------------- | ------- | ------------------ | ---------------------------------------------- |
| Stage à INSEP Paris (11 au 16 juin)                |            |                 |         |                    |                                                |
| Stage à Pau (19 au 29 juin)                        |            |                 |         |                    |                                                |
| 27 juin 2012                                       | Pau        | Italie          | V 74-54 | A                  | Kévin Seraphin (15 points)                     |
| 28 juin 2012                                       | Boulazac   | Italie          | V 76-62 | A                  | Nando de Colo (13 points)                      |
| 29 juin 2012                                       | Toulouse   | Côte d'Ivoire   | V 74-41 | A                  | Fabien Causeur (18 points)                     |
| Stage à Orléans (4 au 8 juillet)                   |            |                 |         |                    |                                                |
| 7 juillet 2012                                     | Orléans    | Grande-Bretagne | V 79-74 | A                  | Boris Diaw / Yakhouba Diawara (14 points)      |
| Stage à Madrid (9 au 11 juillet)                   |            |                 |         |                    |                                                |
| 10 juillet 2012                                    | Madrid     | Espagne         | D 81-65 | A                  | Nando de Colo (13 points)                      |
| Stage dans le Nord de la France (12 au 13 juillet) |            |                 |         |                    |                                                |
| 12 juillet 2012                                    | Gravelines | Belgique        | D 57-63 | A                  | Nando de Colo (15 points)                      |
| 13 juillet 2012                                    | Liévin     | Biélorussie     | V 84-64 | A                  | Tony Parker (17 points)                        |
| Stage à Paris-Bercy (15 juillet)                   |            |                 |         |                    |                                                |
| 15 juillet 2012                                    | Paris      | Espagne         | D 70-75 | A                  | Kévin Séraphin (12 points)                     |
| Stage à Strasbourg (19 au 23 juillet)              |            |                 |         |                    |                                                |
| 21 juillet 2012                                    | Strasbourg | Brésil          | V 78-74 | A                  | Tony Parker (22 points)                        |
| 23 juillet 2012                                    | Strasbourg | Australie       | D 67-69 | A                  | Nando de Colo (17 points)                      |
| Jeux olympiques à Londres (28 juillet au 12 août)  |            |                 |         |                    |                                                |
| 29 juillet 2012                                    | Londres    | États-Unis      | D 71-98 | JO                 | Ali Traoré (12 points)                         |
| 31 juillet 2011                                    | Londres    | Argentine       | V 71-64 | JO                 | Tony Parker (17 points)                        |
| 2 août 2012                                        | Londres    | Lituanie        | V 82-74 | JO                 | Tony Parker (27 points)                        |
| 4 août 2012                                        | Londres    | Tunisie         | V 73-69 | JO                 | Tony Parker (22 points)                        |
| 6 août 2012                                        | Londres    | Nigeria         | V 79-73 | JO                 | Nicolas Batum (23 points)                      |
| 8 août 2012                                        | Londres    | Espagne         | D 59-66 | JO (1/4 de finale) | Tony Parker (15 points) Boris Diaw (15 points) |

Légende
- D : Défaite • V : Victoire • AP : Après prolongation
- A : match amical • JO : Jeux olympiques

## Équipe

### Joueurs
| #  | Poste                | Joueur                 | Nombre matchs | Points marqués | Club(s) 2011-2012          |
| -- | -------------------- | ---------------------- | ------------- | -------------- | -------------------------- |
| 5  | Ailier               | Nicolas Batum          | 7             | 97             | Trail Blazers de Portland  |
| 10 | Meneur - Arrière     | Yannick Bokolo         | 14            | 31             | BCM Gravelines-Dunkerque   |
| 6  | Arrière - Meneur     | Fabien Causeur         | 11            | 56             | Cholet Basket              |
| 12 | Meneur - Arrière     | Nando de Colo          | 14            | 131            | Spurs de San Antonio       |
| 13 | Ailier - Ailier fort | Boris Diaw             | 12            | 91             | Spurs de San Antonio       |
| 7  | Ailier               | Yakhouba Diawara       | 11            | 65             | Cimberio Varese            |
| 15 | Ailier               | Mickaël Gelabale       | 14            | 97             | BC Khimki Moscou           |
| 9  | Meneur               | Tony Parker            | 11            | 133            | Spurs de San Antonio       |
| 11 | Ailier fort          | Florent Piétrus        | 12            | 44             | Valencia Basket Club       |
| 4  | Pivot                | Kevin Seraphin         | 14            | 131            | Wizards de Washington      |
| 8  | Pivot                | Ali Traoré             | 6             | 27             | Lokomotiv Kouban-Krasnodar |
| 14 | Ailier fort          | Ronny Turiaf           | 10            | 44             | Heat de Miami              |
| NA | Meneur               | Andrew Albicy          | 3             | 6              | BCM Gravelines-Dunkerque   |
| NA | Meneur               | Rodrigue Beaubois      | -             | -              | Mavericks de Dallas        |
| NA | Pivot                | Rudy Gobert            | 3             | 8              | Cholet Basket              |
| 8  | Ailier               | Charles Lombahe-Kahudi | 4             | 8              | Le Mans SB                 |
| NA | Pivot                | Ian Mahinmi            | -             | -              | Mavericks de Dallas        |
| NA | Pivot                | Joakim Noah            | -             | -              | Bulls de Chicago           |
| 18 | Meneur               | Steed Tchicamboud      | 3             | 6              | ES Chalon                  |
| NA | Ailier fort          | Kim Tillie             | -             | -              | ASVEL Lyon-Villeurbanne    |
| 4  | Ailier fort - Pivot  | Ludovic Vaty           | 5             | 35             | BCM Gravelines-Dunkerque   |
| NA | Meneur               | Léo Westermann         | 1             | 2              | ASVEL Lyon-Villeurbanne    |

Note : Les joueurs surlignés en gris font partie de la pré-sélection de l'équipe de France mais non retenus.
- : Capitaine
- : Joueur blessé

### Encadrement
Vincent Collet, par ailleurs entraîneur de Strasbourg, est l'entraîneur de l'équipe de France. Il est assisté de Jacky Commères et Ruddy Nelhomme, entraîneur de Poitiers Basket 86.
Patrick Beesley est le directeur des équipes de France.
L'encadrement médical est composé de Serge Petuya, médecin, Fabrice Gauthié, ostéopathe, et des kinésithérapeutes, Benoit Mahieu, qui officie également avec Pau-Orthez, Pascal Gohier, kiné de Basket Landes, Yohan Casin et Serges Krakowiak.

## Statistiques
Tony Parker est le meilleur marqueur de l'équipe de France durant le tournoi olympique avec 15,7 points devant Nicolas Batum qui présente une moyenne de 15,5 et Mickaël Gelabale, 7,8. Boris Diaw termine en tête de la catégorie du rebond avec 6 prises par rencontre, devant Batum, 5,7 et Ronny Turiaf, 5,2. Diaw est également en tête du classement des passeurs avec 4,3 devant Tony Parker, 3,2 et Nando de Colo, 2,3.
| Joueur           | MJ | Min | Tirs  | Tirs | 2 pts | 2 pts | 3 pts | 3 pts | LF    | LF   | Rebonds | Rebonds | Rebonds | Pd | FP | Bp | In | C | Pts |
| Joueur           | MJ | Min | R/T   | %    | R/T   | %     | R/T   | %     | R/T   | %    | Ro      | Rd      | T       | Pd | FP | Bp | In | C | Pts |
| ---------------- | -- | --- | ----- | ---- | ----- | ----- | ----- | ----- | ----- | ---- | ------- | ------- | ------- | -- | -- | -- | -- | - | --- |
| Kevin Seraphin   | 6  | 90  | 17/31 | 54,8 | 17/31 | 54,8  | 0/0   | 0     | 2/4   | 50   | 8       | 12      | 20      | 3  | 19 | 8  | 4  | 8 | 36  |
| Nicolas Batum    | 6  | 164 | 32/60 | 53,3 | 21/29 | 72,4  | 11/31 | 35,5  | 18/20 | 90   | 6       | 28      | 34      | 7  | 14 | 11 | 5  | 9 | 93  |
| Fabien Causeur   | 3  | 18  | 0/5   | 0    | 0/1   | 0     | 0/4   | 0     | 0/0   | 0    | 0       | 1       | 1       | 1  | 3  | 0  | 0  | 0 | 0   |
| Yakhouba Diawara | 3  | 43  | 4/14  | 28,6 | 2/4   | 50    | 2/10  | 20    | 0/0   | 0    | 0       | 2       | 2       | 3  | 9  | 1  | 2  | 0 | 10  |
| Ali Traoré       | 6  | 70  | 11/23 | 47,8 | 11/23 | 47,8  | 0/0   | 0     | 5/6   | 83,3 | 3       | 13      | 16      | 3  | 9  | 11 | 2  | 1 | 27  |
| Tony Parker      | 6  | 181 | 33/81 | 40,7 | 28/62 | 45,2  | 5/19  | 26,3  | 23/30 | 76,7 | 5       | 12      | 17      | 19 | 9  | 15 | 4  | 0 | 94  |
| Yannick Bokolo   | 6  | 46  | 2/8   | 25   | 0/3   | 0     | 2/5   | 40    | 1/2   | 50   | 2       | 3       | 5       | 3  | 5  | 2  | 2  | 1 | 7   |
| Florent Piétrus  | 4  | 63  | 5/10  | 50   | 3/5   | 60    | 2/5   | 40    | 6/6   | 100  | 1       | 10      | 11      | 2  | 7  | 1  | 0  | 2 | 18  |
| Nando de Colo    | 6  | 127 | 14/41 | 34,1 | 7/17  | 41,2  | 7/24  | 29,2  | 7/8   | 87,5 | 2       | 14      | 16      | 14 | 15 | 17 | 10 | 0 | 42  |
| Boris Diaw       | 6  | 173 | 20/40 | 50   | 17/29 | 58,6  | 3/11  | 27,3  | 3/7   | 42,9 | 10      | 26      | 36      | 26 | 15 | 10 | 4  | 5 | 46  |
| Ronny Turiaf     | 5  | 80  | 5/12  | 41,7 | 5/12  | 41,7  | 0/0   | 0     | 5/18  | 27,8 | 7       | 19      | 26      | 4  | 14 | 3  | 2  | 3 | 15  |
| Mickaël Gelabale | 6  | 147 | 20/45 | 44,4 | 15/26 | 57,7  | 5/19  | 26,3  | 2/3   | 66,7 | 6       | 15      | 21      | 8  | 12 | 9  | 2  | 1 | 47  |